# Paul Sun-Hyung Lee
Paul Sun-Hyung Lee (* 16. August 1972 in Daejeon als Lee Sun-Hyung, koreanisch 이선형) ist ein in Südkorea geborener kanadischer Schauspieler und Fernsehmoderator.

## Leben und Karriere
Paul Sun-Hyung Lee wurde am 16. August 1972 in der südkoreanischen Stadt Daejeon geboren. Im Alter von drei Monaten wanderten seine Eltern nach Kanada aus und lebten in London, Toronto und Calgary. 1990 kehrte er nach Toronto zurück, um an der University of Toronto zu studieren. Anschließend spielte er 2005 in dem Film Ice Princess mit. 2006 bekam in dem Videospiel Rainbow Six: Vegas eine Sprechrolle. Danach war Lee 2017 in Dark Matter zu sehen.
Er ist bekannt für seine Rollen als Randy Ko in der kanadischen Soap Train 48 vom Sender GTN und als Familienoberhaupt Appa a in Kim’s Convenience, ein Theaterstück und gleichnamigen Fernsehserie des koreanisch-kanadischen Schauspieler und Dramatiker Ins Choi.
In mehreren Star-Wars-Serien verkörpert er seit 2020 die Figur des X-Flügler-Pilot Carson Teva der Neuen Republik. 2024 wurde er in der Netflixserie Avatar – Der Herr der Elemente als Onkel Iroh besetzt.
Er ist verheiratet und ist Vater von zwei Kinder.
Fußnote

## Filmografie (Auswahl)
Filme
- 1996: Harriet the Spy
- 2005: Die Eisprinzessin (Ice Princess)
- 2006: One Way
- 2014: RoboCop
- 2020: Kitty Mammas

Serien
- 2003–2005: Train 48
- 2005: Missing – Verzweifelt gesucht (1-800-Missing)
- 2007: Mayday – Alarm im Cockpit (Mayday)
- 2008: Unsere kleine Moschee (Little Mosque on the Prairie)
- 2010: Covert Affairs
- 2010–2011: Degrassi: The Next Generation
- 2016–2021: Kim’s Convenience
- 2017: Dark Matter
- seit 2020: The Mandalorian
- 2021: Private Eyes
- 2022: Das Buch von Boba Fett (The Book of Boba Fett)
- 2023: Ahsoka
- 2024: Avatar – Der Herr der Elemente (Avatar: The Last Airbender)

## Videospiele (Auswahl)
- Rainbow Six: Vegas als Jung Park (Stimme)
- Rainbow Six: Vegas 2 als Jung Park (Stimme)